# Rik Daems
Hendrik Jules Joseph (Rik) Daems (ur. 18 sierpnia 1959 w Aarschot) – belgijski i flamandzki polityk, parlamentarzysta, minister w rządzie federalnym w latach 1999–2003.

## Życiorys
Z wykształcenia inżynier handlu oraz magister planowania i rozwoju przemysłu. Od lat 80. zaangażowany w działalność polityczną w ramach flamandzkich ugrupowań liberalnych. Należy do ugrupowania Flamandzcy Liberałowie i Demokraci.
Był doradcą ds. finansowych i gospodarczych w rządzie federalnym. W 1987 uzyskał mandat posła do Izby Reprezentantów. Skutecznie ubiegał się o reelekcję w kolejnych wyborach (1991, 1995, 1999, 2003 i 2007). W okresie od 1989 do 1994 był jednocześnie burmistrzem Aarschot. Później był radnym w Leuven i (od 2006) w Herent.
W pierwszym rządzie Guya Verhofstadta (1999–2003) sprawował urząd ministra telekomunikacji i przedsiębiorstw publicznych. Później przez trzy lata przewodniczył klubowi poselskiemu VLD, a w latach 2006–2007 Komisji Spraw Zagranicznych. W 2010 wybrany w skład federalnego Senatu, a w 2014 uzyskał mandat w Parlamencie Flamandzkim. Został delegowany w skład Senatu na okres pięcioletniej kadencji. W 2019 został dokooptowany w skład wyższej izby federalnego parlamentu kolejnej kadencji. Został reprezentantem belgijskiego parlamentu w Zgromadzeniu Parlamentarnym Rady Europy, w latach 2020–2022 sprawował funkcję przewodniczącego ZPRE.
Komandor Orderu Leopolda.